# Beibis Mendoza
Beibis Mendoza (* 20. Juni 1974 in Arboletes, Kolumbien) ist ein ehemaliger kolumbianischer Boxer im Halbfliegengewicht. 

## Profikarriere
Im Jahre 1996 begann er erfolgreich seine Profikarriere. Am 12. August 2000 boxte er gegen Rosendo Álvarez um den Weltmeistertitel des Verbandes WBA und siegte durch Disqualifikation. Diesen Gürtel verlor allerdings bereits in seiner ersten Titelverteidigung im März des darauffolgenden Jahres im direkten Rematch an Álvarez durch geteilte Punktrichterentscheidung.
Im Jahre 2005 beendete er seine Karriere.